# Tokyo Skytree (stacja kolejowa)
Tokyo Skytree (jap. 東京スカイツリ) – przystanek kolejowy w Tokio w dzielnicy Sumida w Japonii. Znajduje się obok Tokyo Skytree.

## Statystyki pasażerów
W 2012 roku ze stacji korzystało średnio 105 199 pasażerów dziennie.

## Galeria

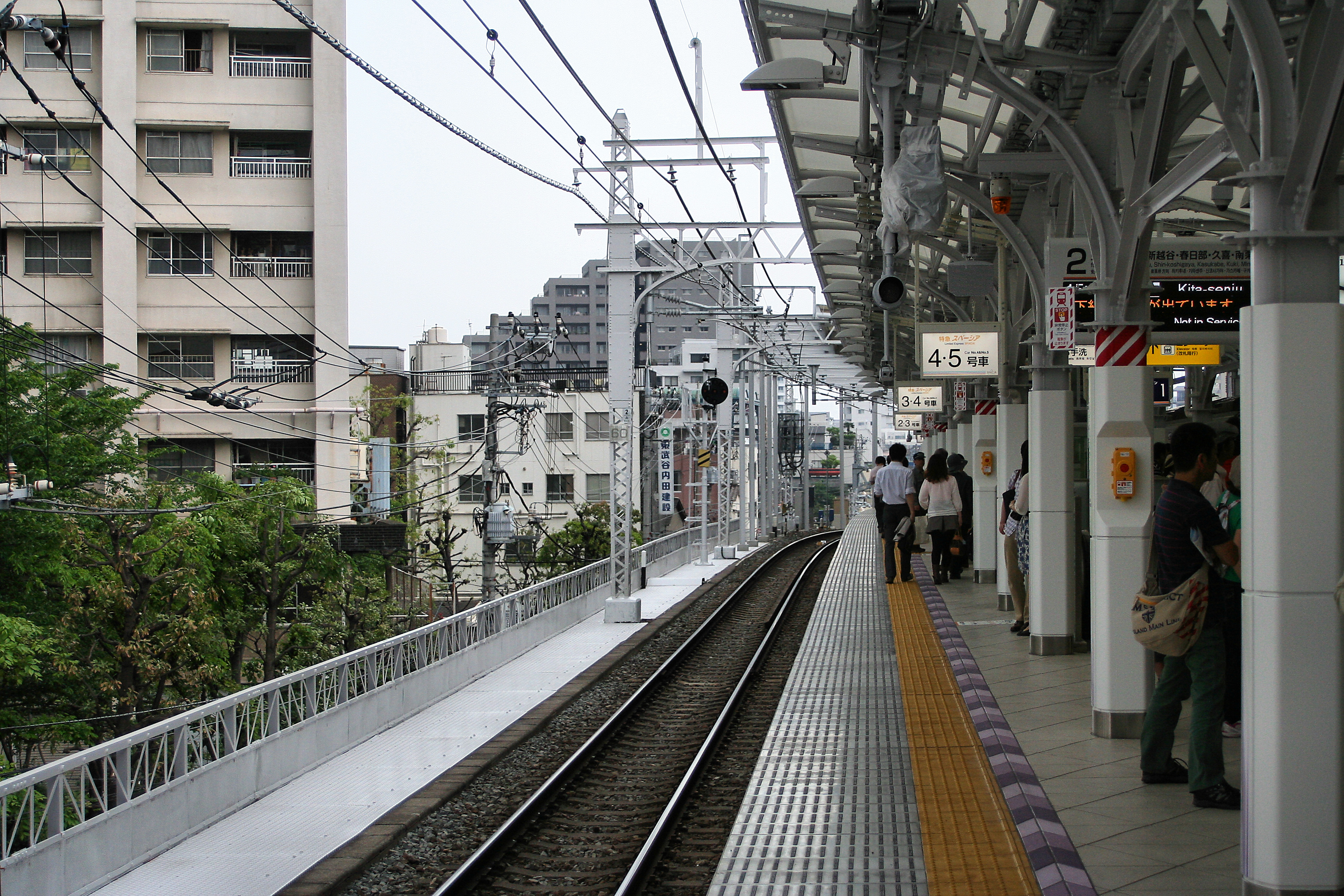
Przystanek kolejowy Tokyo Skytree 2012
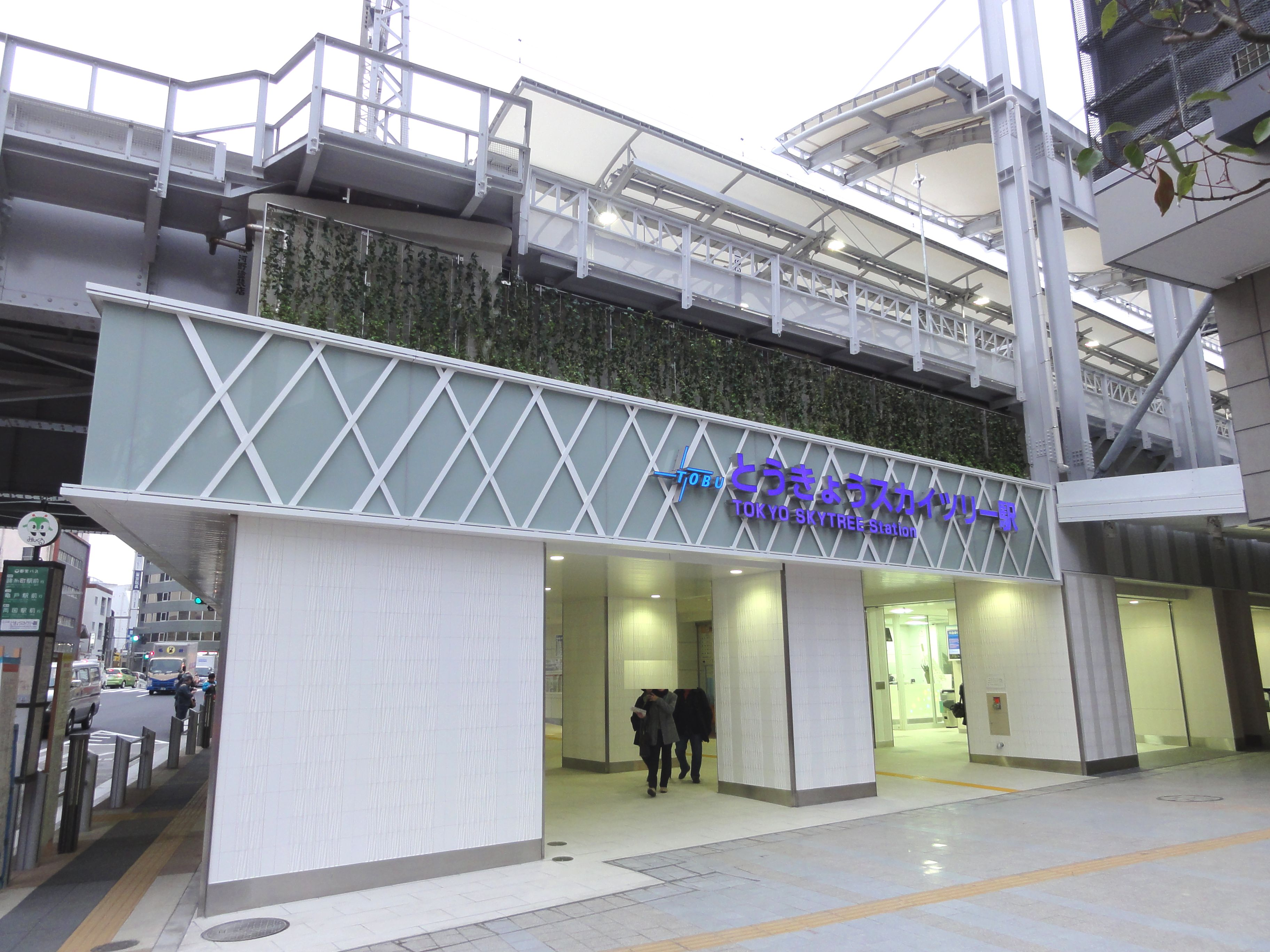
Wejście do stacji Tokyo Skytree 2012